# Harley-Davidson Servi-Car

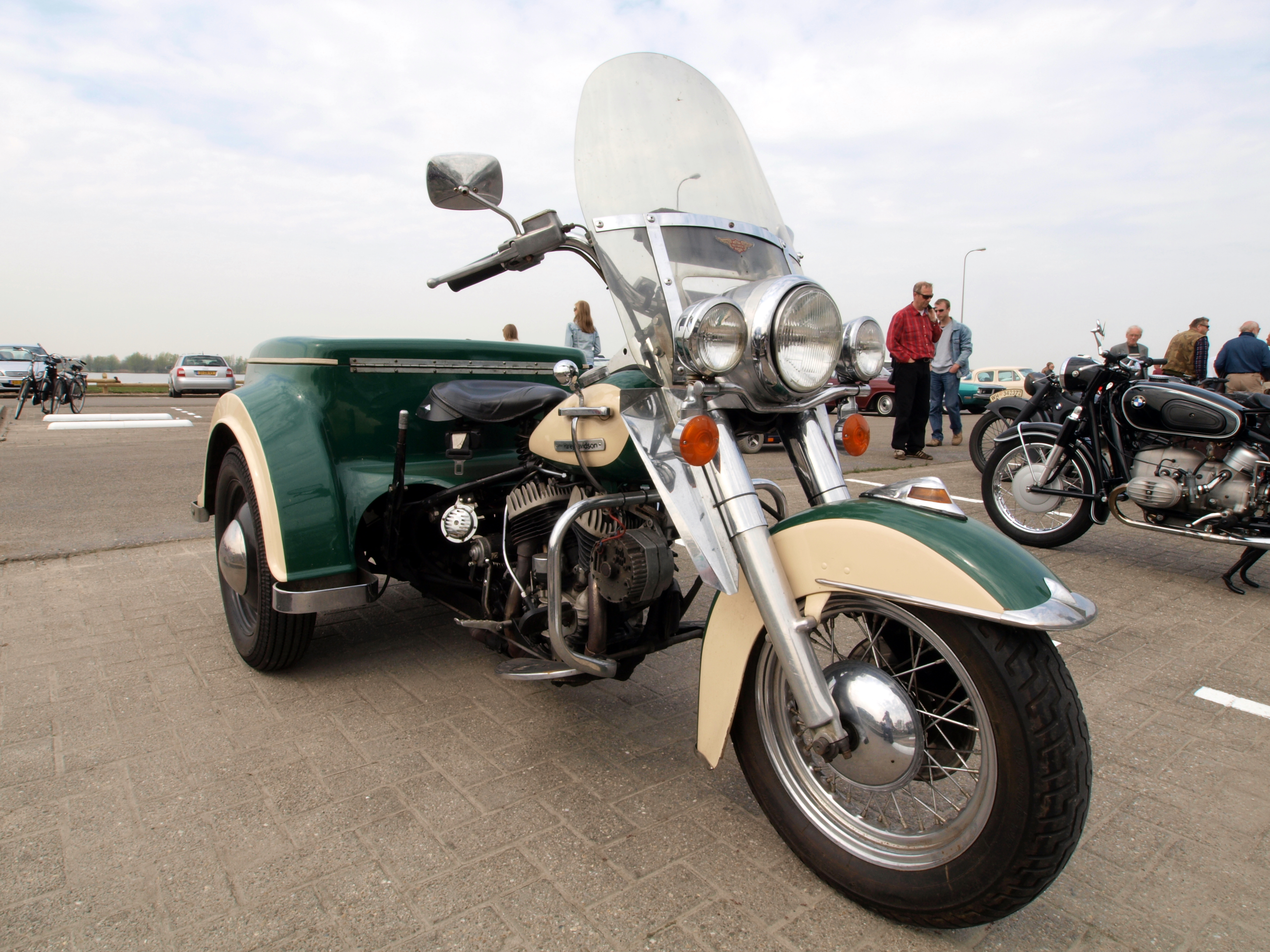
Servi-Car in „Cruiser-grün“

Das Harley-Davidson Servi-Car war ein motorisiertes Dreirad des amerikanischen Herstellers Harley-Davidson, das von 1932 bis 1973 ununterbrochen gebaut wurde. Es ist mit 42 Jahren das Modell mit der längsten Produktionsdauer des Herstellers.
Das Konzept des Servi-Car geht zurück auf das Motorrad mit Beiwagen, das schon während des Ersten Weltkriegs in den USA für gewerbliche Zwecke eingesetzt wurde. Das Servi-Car wurde überwiegend von Autowerkstätten geordert, da für die Rückbringung von Kundenfahrzeugen nur ein Mechaniker benötigt wurde. Außerdem gab es Polizeiausführungen. Das Servi-Car wurde bis 1963 mit einer serienmäßig vorhandenen Schleppstange („Tow Bar“) ausgeliefert; damit konnte das Servi-Car bei der Auslieferung an das Kundenfahrzeug angehängt werden. Zusätzlich boten die Rückwand sowie die Seitenwände des Kastenaufbaus Platz für Werbung.
1959 wurde die Vorderradgabel überarbeitet, 1964 bekam das Servi-Car als erstes Harley-Davidson Modell einen elektrischen Anlasser. Der Motor blieb über den gesamten Produktionszeitraum mit 743 cm³ gleich motorisiert und ist der am längsten von Harley-Davidson produzierte Motor. In den 60er Jahren wurde die Blechbox mit angeschraubten Kotflügeln gegen eine Kunststoffbox ausgetauscht. Die Hinterradbremse wurde in mehreren Schritten von einer einzelnen mittig auf der Achse montierten Bremstrommel (bis 1937) bis zu Scheibenbremsen der letzten Modelle des Baujahres 1973 weiterentwickelt. Die vordere seilzugbetätigte Handbremse der Springergabel wurde mit Einführung der Telegabel gegen eine hydraulisch betätigte Trommelbremse ausgetauscht, was die Bremswirkung erheblich verbesserte. Die letzten Modelle des Jahres 1973 erhielten sogar noch eine vordere Scheibenbremse.
Über Produktionszahlen des Servi-Car gibt es keine genauen Unterlagen, jedoch sollen jährlich etwa 1.000 Einheiten gebaut worden sein. 1941 soll mit 1.159 Einheiten – bei einem Preis von 510 US-Dollar – die höchste Produktion erreicht worden sein. Lieferbar waren die Farben „Skyway-blau“, „Cruiser-grün“, „Flight-rot“ und „Brilliant-schwarz“.

## Technische Daten
| Servi-Car             | Servi-Car                  | Servi-Car |
| Kenngröße             | Daten                      |           |
| --------------------- | -------------------------- | --------- |
| Motor                 | 2-Zylinder-V-Motor         |           |
| Hubraum               | 740 cm³                    |           |
| Bohrung × Hub         | 70 mm × 79 mm              |           |
| Leistung              | 16 kW bei 4.500 min−1      |           |
| Getriebe              | Dreigang mit Rückwärtsgang |           |
| Radstand              | 1550 mm                    |           |
| Spurweite             | 1067 mm                    |           |
| Leergewicht           | 793 lb                     |           |
| Höchstgeschwindigkeit | 80 km/h                    |           |